# Annie Jones
Annie Jones Elliot (Marion, 14 de juliol de 1865 - Brooklyn, 22 d'octubre de 1902) va ser una dona barbuda estatunidenca, nascuda a Virgínia. Va fer una gira amb el showman P. T. Barnum com una atracció de circ. No es coneix si la causa de la seva condició era hirsutisme o una afecció genètica no relacionada que afecta a nens de tots dos sexes i continua durant tota la vida.
Molts fotògrafs, inclòs Mathew Brady, la van retratar durant la seva vida, i les seves fotografies van ser àmpliament distribuïdes. Quan era adulta, Jones es va convertir en la primera «dona barbuda» del país i va actuar com a portaveu dels «Freaks» de Barnum, una paraula que es va crear per abolir el negoci. Jones es va casar amb Richard Elliot el 1881, però es va divorciar el 1895 per anar a viure amb el seu amor de la infància William Donovan, que va morir i la va deixar vídua.
El 1902, Jones va morir a Brooklyn de tuberculosi.

## Biografia
Jones va néixer a Marion (Virgínia), la capital del comtat de Smyth, el 14 de juliol de 1865. Quan Jones es va unir a l'exhibició de Barnum amb només nou mesos d'edat, els pares de Jones van rebre un salari setmanal de 150 $. Va ser considerada com una «nova filla d'Esaú». Als cinc anys, tenia un bigoti i patilles i va començar a ser coneguda com la «noia barbuda». El fotògraf estatunidenc Mathew Brady va retratar a Jones quan encara era un nadó, el 1865. Va realitzar diversos retrats addicionals de Jones durant la seva vida i van ser àmpliament distribuïts.
En un incident, que pot haver estat un dels trucs de publicitat de Barnum, un frenòleg de Nova York va segrestar Jones quan era una nena petita. Barnum i la policia la van trobar exhibida a la fira d'una església. Quan l'home va afirmar que la nena era la seva filla, la qüestió va passar als tribunals. El jutge va tenir Jones separada dels altres abans que fos el seu moment de declarar. Quan la nena va ser portada a la sala del tribunal, va anar directament cap als seus pares quan els va veure. El jutge va declarar que el cas estava tancat.